# De Familie Backeljau
De Familie Backeljau is een komisch Vlaams televisieprogramma, geschreven door Luk Wyns en uitgezonden tussen 1994 en 1997. Wyns speelde zelf ook verscheidene rollen in de reeks. De serie werd uitgezonden door de Belgische zenders VTM en KanaalTwee. Er werden zestig afleveringen gemaakt. Tot op heden is De Familie Backeljau de meest heruitgezonden reeks op VTM, en blijft zijn populariteit behouden binnen alle generaties en  leeftijdscategorieën. Kenmerkend voor de serie is de - vaak absurde - humor bedoeld voor een breed publiek, en de volkse herkenbare personages uit het gezin. 
Vrijwel alle personages, afkomstig uit de Antwerpse wijk Luchtbal, spraken plat Antwerps dialect in de reeks. 
De personages uit De Familie Backeljau inspireerden hoofdrolspeler Luk Wyns tot een reeks radiospotjes voor doe-het-zelfzaak Gamma. Anno 2025, bijna dertig jaar na het uitzenden van de laatste televisie-aflevering, loopt deze reeks radiospots nog steeds. Het is daarmee een van de langstlopende reclamespots in België.

## Voorgeschiedenis
De Familie Backeljau debuteerde aanvankelijk op de radio, in het ontbijtprogramma Sjapoo op Omroep Antwerpen en verhuisde eind 1993 naar Radio Donna. De populariteit was zo groot dat het op 1 januari 1994 een tv-serie op VTM werd.

## Personages

### Hoofdrollen
- François (Çois) Backeljau (Luk Wyns) - Vader
- Michouke (Maria) Steveniers (Mitta Van der Maat) - Vrouw van Çois
- Franky Backeljau (Paul Maes) - Zoon van Çois en Maria
- Sabrina Backeljau (Iris Van Straten) - Dochter van Çois en Maria
- Thérèse Backeljau (Luk Wyns) - Bomma, moeder van Çois
- Antonio Tagliatelle (Hans De Munter) - Italiaanse vriend van Sabrina
- Janine Van Vossem (Wanda Joosten) - Vriendin van Franky
- Lionel Van Den Broecke (Jonas Wyns) - Petekind van Çois, zoon van Carla en Theo
- Blacky Sabbath Backeljau (Loulou) - Hondje van de Bomma

### Bijrollen
- Marcel De Neudt (Walter Baele) - Buurman
- John (Jan Steen) - Agent (seizoen 1-2)
- Ronny (Chris Corens) - Agent
- Rob (Chris Cauwenberghs) - Agent (seizoen 3-4)
- Jean-Jean Van Vossem (Hans De Munter) - Oudste broer van Janineke en de andere Jeans
- Jean-Jacques Van Vossem (Karel Vingerhoets) - Broer van Janineke en de andere Jeans
- Jean-Jules Van Vossem (Rudy Morren) - Broer van Janineke en de andere Jeans
- Johnny Janssens (Marc Van Kuyk) - Bodybuilder, vriend van de familie Backeljau, getrouwd met Marina
- Marina Janssens (Elke Carlens) - Getrouwd met Johnny
- Carla Steveniers (Mitta Van der Maat) - Zus van Maria en moeder van Lionel
- Theo Van Den Broecke (Luk Wyns) - Man van Carla en vader van Lionel
- Magda De Neudt (Walter Baele) - Moeder van Marcel
- Renaat Cammermans (Luk Wyns) - Vriend van de Bomma
- Def Bomma's Dope (Def Dames Dope) - Muziekgroep van de Bomma
- Aad (Norbert Kaart) - Nederlandse overbuurman
- Truus (Simone Milsdochter) - Nederlandse overbuurvrouw
- Dikken John (Dirk Jan Luyten) - Baas van café De Vuilen Hoek
- An (Hilde Gijsbrechts) - Werkt in café De Vuilen Hoek
- Facteur (Door Van Boeckel) - Postbode
- Etienne De Vis (Theo Van Baarle) - Baas van Çois
- Agnes De Vis (Denise Daems) - Vrouw van Etienne De Vis
- Louis Van Vossem (Fred Van Kuyk) - Vader van Janineke en de Jeans
- Gerda Van Vossem (Daisy Thys) - Moeder van Janineke en de Jeans
- Olavke Rubens (Hans Otten) - Rijke vriend van Sabrina, broer van Svenneke
- Svenneke Rubens (Sven De Ridder) - Rijke vriend van Sabrina, broer van Olavke
- Jan Boerjan (Ron Cornet) - Vader van "die rosse doe-het-zelvers van hierover"
- Mon Boerjan (Rudy Morren) - Broer van Jan Boerjan
- Gonda Boerjan (Ann Hendrickx) - Vrouw van Mon Boerjan
- Louche Lou (Karel Deruwe) - Gangsterbaas
- Petunia Daelemans (Arthur Semay) - Vriendin van de Bomma, groepslid "De Grijze Plaag"
- Begonia Daelemans (Patrick Vanderborcht) - Vriendin van de Bomma, groepslid "De Grijze Plaag"
- Maurice De Neudt (Hans De Munter) - Broer van Marcel
- Martin De Neudt (Door Van Boeckel) - Broer van Marcel
- Firmin De Sleghte (Jan Steen) - Belastingsinspecteur en de broer van René
- René De Sleghte (Chris Corens) - Belastingsinspecteur en de broer van Firmin
- Jean Van Craenbroeck (Jan Steen) - Collega van Çois
- Christian Van Craenbroeck (Chris Corens) - Broer van Jean
- Tanteke (Luk Wyns) - Zus van de Bomma

### Gastrollen
Gastrollen werden vertolkt door Ludo Hellinx (facteur), Luc Springuel (deurwaarder), Walter Claessens (commissaris), Ingrid Van Rensbergen (Renée Du Caju), Luc Steeno (Eddy Lombroso), Walter Quartier (taxichauffeur), Karel Vingerhoets (Gilbert Paeshuys), Bart Van Avermaet (Albert), Abdelkader Zahnoun (Kader), Truus Druyts (verpleegster), Walter Rits (politie-inspecteur), Wendy Van Wanten (zuster Wendy), Dirk Meynendonckx (dansleraar / dokter), Wim Serlie (Henk), Anke Helsen (Loes), Urbanus (patiënt), Knarf Van Pellecom (ambulancier), Ann Ceurvels (mevrouw Leus / directrice Belgacom), Pol Goossen (Pedro Pirelli), Arnold Willems (agent Georges Coppens), Erik Burke (agent Geert Verschuren), Eric Van Herreweghe (caféklant), Bert Cosemans (bewaker), Ivan Pecnik (fotograaf) Christiaan Heyvaert (facteur) en vele anderen.

### Cameo's
Verschillende bekende Vlamingen doken ook als zichzelf op in de reeks, waaronder Marcel Vanthilt, Sam Gooris, Véronique De Kock, Greet Rouffaer, Eddy De Mey, Mimi Smith, Herbert Bruynseels, Francesca Vanthielen, Karl Symons en Dieter Troubleyn.

## Stamboom
|  |  |                      |                      |                      |                      |                        |                        |                        |                        |                        |                        |                  |                  |                  |                  |  |  |                             |                             |                             |                             |                             |                             |                  |                  |                  |                  |  |  |                     |                     |                     |                     |                     |                     |                    |                    | ?                  | ?                  | ?       | ?       | ?       | ?       |  |  | ?         | ?         | ?         | ?         | ?         | ?         |  |  |  |  |  |  |  |  |  |  |  |  |  |  |  |  |  |  |
|  |  |                      |                      |                      |                      |                        |                        |                        |                        |                        |                        |                  |                  |                  |                  |  |  |                             |                             |                             |                             |                             |                             |                  |                  |                  |                  |  |  |                     |                     |                     |                     |                     |                     |                    |                    | ?                  | ?                  | ?       | ?       | ?       | ?       |  |  | ?         | ?         | ?         | ?         | ?         | ?         |  |  |  |  |  |  |  |  |  |  |  |  |  |  |  |  |  |  |
|  |  |                      |                      |                      |                      |                        |                        |                        |                        |                        |                        |                  |                  |                  |                  |  |  |                             |                             |                             |                             |                             |                             |                  |                  |                  |                  |  |  |                     |                     |                     |                     |                     |                     |                    |                    |                    |                    |         |         |         |         |  |  |           |           |           |           |           |           |  |  |  |  |  |  |  |  |  |  |  |  |  |  |  |  |  |  |
|  |  |                      |                      |                      |                      |                        |                        |                        |                        |                        |                        |                  |                  |                  |                  |  |  |                             |                             |                             |                             |                             |                             |                  |                  |                  |                  |  |  |                     |                     |                     |                     |                     |                     |                    |                    |                    |                    |         |         |         |         |  |  |           |           |           |           |           |           |  |  |  |  |  |  |  |  |  |  |  |  |  |  |  |  |  |  |
|  |  |                      |                      |                      |                      |                        |                        |                        |                        | ?                      | ?                      | ?                | ?                | ?                | ?                |  |  | ?                           | ?                           | ?                           | ?                           | ?                           | ?                           |                  |                  |                  |                  |  |  | Gilbert Backeljau † | Gilbert Backeljau † | Gilbert Backeljau † | Gilbert Backeljau † | Gilbert Backeljau † | Gilbert Backeljau † |                    |                    | Thérèse            | Thérèse            | Thérèse | Thérèse | Thérèse | Thérèse |  |  | "Tanteke" | "Tanteke" | "Tanteke" | "Tanteke" | "Tanteke" | "Tanteke" |  |  |  |  |  |  |  |  |  |  |  |  |  |  |  |  |  |  |
|  |  |                      |                      |                      |                      |                        |                        |                        |                        | ?                      | ?                      | ?                | ?                | ?                | ?                |  |  | ?                           | ?                           | ?                           | ?                           | ?                           | ?                           |                  |                  |                  |                  |  |  | Gilbert Backeljau † | Gilbert Backeljau † | Gilbert Backeljau † | Gilbert Backeljau † | Gilbert Backeljau † | Gilbert Backeljau † |                    |                    | Thérèse            | Thérèse            | Thérèse | Thérèse | Thérèse | Thérèse |  |  | "Tanteke" | "Tanteke" | "Tanteke" | "Tanteke" | "Tanteke" | "Tanteke" |  |  |  |  |  |  |  |  |  |  |  |  |  |  |  |  |  |  |
|  |  |                      |                      |                      |                      |                        |                        |                        |                        |                        |                        |                  |                  |                  |                  |  |  |                             |                             |                             |                             |                             |                             |                  |                  |                  |                  |  |  |                     |                     |                     |                     |                     |                     |                    |                    |                    |                    |         |         |         |         |  |  |           |           |           |           |           |           |  |  |  |  |  |  |  |  |  |  |  |  |  |  |  |  |  |  |
|  |  |                      |                      |                      |                      |                        |                        |                        |                        |                        |                        |                  |                  |                  |                  |  |  |                             |                             |                             |                             |                             |                             |                  |                  |                  |                  |  |  |                     |                     |                     |                     |                     |                     |                    |                    |                    |                    |         |         |         |         |  |  |           |           |           |           |           |           |  |  |  |  |  |  |  |  |  |  |  |  |  |  |  |  |  |  |
|  |  | Theo Van Den Broucke | Theo Van Den Broucke | Theo Van Den Broucke | Theo Van Den Broucke | Theo Van Den Broucke   | Theo Van Den Broucke   |                        |                        | Carla Steveniers       | Carla Steveniers       | Carla Steveniers | Carla Steveniers | Carla Steveniers | Carla Steveniers |  |  | Michouke 'Maria' Steveniers | Michouke 'Maria' Steveniers | Michouke 'Maria' Steveniers | Michouke 'Maria' Steveniers | Michouke 'Maria' Steveniers | Michouke 'Maria' Steveniers |                  |                  |                  |                  |  |  |                     |                     |                     |                     | François Backeljau  | François Backeljau  | François Backeljau | François Backeljau | François Backeljau | François Backeljau |         |         |         |         |  |  |           |           |           |           |           |           |  |  |  |  |  |  |  |  |  |  |  |  |  |  |  |  |  |  |
|  |  | Theo Van Den Broucke | Theo Van Den Broucke | Theo Van Den Broucke | Theo Van Den Broucke | Theo Van Den Broucke   | Theo Van Den Broucke   |                        |                        | Carla Steveniers       | Carla Steveniers       | Carla Steveniers | Carla Steveniers | Carla Steveniers | Carla Steveniers |  |  | Michouke 'Maria' Steveniers | Michouke 'Maria' Steveniers | Michouke 'Maria' Steveniers | Michouke 'Maria' Steveniers | Michouke 'Maria' Steveniers | Michouke 'Maria' Steveniers |                  |                  |                  |                  |  |  |                     |                     |                     |                     | François Backeljau  | François Backeljau  | François Backeljau | François Backeljau | François Backeljau | François Backeljau |         |         |         |         |  |  |           |           |           |           |           |           |  |  |  |  |  |  |  |  |  |  |  |  |  |  |  |  |  |  |
|  |  |                      |                      |                      |                      |                        |                        |                        |                        |                        |                        |                  |                  |                  |                  |  |  |                             |                             |                             |                             |                             |                             |                  |                  |                  |                  |  |  |                     |                     |                     |                     |                     |                     |                    |                    |                    |                    |         |         |         |         |  |  |           |           |           |           |           |           |  |  |  |  |  |  |  |  |  |  |  |  |  |  |  |  |  |  |
|  |  |                      |                      |                      |                      |                        |                        |                        |                        |                        |                        |                  |                  |                  |                  |  |  |                             |                             |                             |                             |                             |                             |                  |                  |                  |                  |  |  |                     |                     |                     |                     |                     |                     |                    |                    |                    |                    |         |         |         |         |  |  |           |           |           |           |           |           |  |  |  |  |  |  |  |  |  |  |  |  |  |  |  |  |  |  |
|  |  |                      |                      |                      |                      | Lionel Van Den Broucke | Lionel Van Den Broucke | Lionel Van Den Broucke | Lionel Van Den Broucke | Lionel Van Den Broucke | Lionel Van Den Broucke |                  |                  |                  |                  |  |  |                             |                             |                             |                             | Franky Backeljau            | Franky Backeljau            | Franky Backeljau | Franky Backeljau | Franky Backeljau | Franky Backeljau |  |  | Sabrina Backeljau   | Sabrina Backeljau   | Sabrina Backeljau   | Sabrina Backeljau   | Sabrina Backeljau   | Sabrina Backeljau   |                    |                    |                    |                    |         |         |         |         |  |  |           |           |           |           |           |           |  |  |  |  |  |  |  |  |  |  |  |  |  |  |  |  |  |  |

## Verhaal
De Familie Backeljau vertelt het verhaal van de prettig gestoorde familie Backeljau. De familie is woonachtig in Antwerpen, meer bepaald in de wijk Luchtbal. Het gezin woont in een opzichtige halfopen bebouwing met een witte muur en een knalroze voordeur op nummer 13. Herkenbaar aan het huis is de voortuin, die volgens de buren vol met kitsch staat, zoals een vijftal tuinkabouters, een Atomium en een brievenbus in de vorm van het hoofd van Josip Weber.
De hoofdpersonages uit De Familie Backeljau zijn de gezinsleden. Vader François (Çois) (Luk Wyns) is een kettingrokende, luie en agressieve man (vooral tegenover zijn zoon Franky, die regelmatig in de klappen deelt) en werkt als ploegbaas voor de firma Megabeton. Çois is de verpersoonlijking van de Vlaamse huisvader: hij steekt geen vinger uit in het huishouden en brengt zijn vrije tijd grotendeels door in café De Vuilen Hoek of in zijn "knutselkot". Hij is getrouwd met Maria Backeljau (Mitta Van der Maat), een struise dame met vuurrood haar. Zij is het vleesgeworden stereotype van de huisvrouw: haar dagen zijn hoofdzakelijk gevuld met het herhaaldelijk poetsen van het huis, koken en gemiddeld zeven uur per dag televisie kijken. Ze mag beschouwd worden als zowat de enige "normale" persoon van de familie en moet dan ook vaak onderhandelen in crisissituaties.
Çois en Maria hebben twee kinderen: Franky en Sabrina. Franky (Paul Maes) is berucht als de grootste "dopper" van de buurt. Hij houdt zich wel bezig met zwartwerk en gaat later werken in 't Half Kieken, het frietkot van de ouders van zijn vaste vriendin Janineke. Tegen het einde van de reeks gaat hij werken in café De Vuilen Hoek. Franky wordt getypeerd door z'n erg domme maar grappige opmerkingen, die meestal beloond worden met een pak rammel door z'n vader Çois. Hij mag dan net zoals zijn zus niet bijster intelligent zijn, hij is wel erg handig en hij is het aanspreekpunt bij uitstek voor de meest ingewikkelde reparaties of constructies. Zo voorzag hij de "koer" van de Backeljaus ooit van een geavanceerde alarminstallatie. Hij had een bliksemcarrière als zanger Frank Backy, maar dat hield hij niet vol omdat hij het al snel hoog in zijn bol kreeg.
Sabrina (Iris Van Straten) is de dochter van Çois en Maria. Zij is een archetypisch dom blondje. Ze kan weinig woorden foutloos uitspreken. Af en toe vertoont ze echter vlagen van briljant intellect: ze is een krak in hoofdrekenen ("alleen het lezen en schrijven is wat moeilijk") en imiteerde ooit feilloos de diagnose van Blacky door een dierenpsychotherapeut. Tot ieders verbazing slaagt ze voor het toelatingsexamen bij de politie en geeft ze als agent regelmatig blijk van een grondige wetskennis, vooral de strafwetten. Sabrina is over het algemeen zachtaardig, maar wordt uiterst vals wanneer ze kwaad is. Vooral wanneer ze haar uniform aan heeft wordt het gevaarlijk, vermits ze dan aan recordtempo boetes uitschrijft. In het eerste seizoen heeft ze een hamster, Leopold II.
Ook Çois' moeder, Thérèse (Luk Wyns), bijgenaamd de Bomma, woont bij hen in. Zij is een 69-jarige vrouw met ballen aan haar lijf – ze beoefent hobby's die voor haar leeftijd ongebruikelijk zijn, zoals parachutespringen, bungeejumpen, karate, judo, tennis, raften, motorcrossen en deltavliegen. Ze is geen onbekende bij de politie en vliegt meermaals de gevangenis in. Zo steelt ze een vliegtuig en overvalt ze Magda De Neudt aan de bankautomaat omdat ze te traag is. De Bomma gaat ook tot 's morgens vroeg uit in dancing De Nieuwe Mega en ze speelt in het heavy-metalgroepje De Grijze Plaag met haar 80-jarige vriendinnen Petunia en Begonia Daelemans. Ze mag dan regelmatig het criminele pad opgaan en het gezin vaak diep in de problemen brengen, maar boven alles is Thérèse een liefhebbende matriarch die alles voor haar familie over heeft. De Bomma heeft een hondje: Blacky (Loulou). Die behandelt ze als haar eigen zoon en is meer dan eens haar zwarte schaap. Zo zou hij vals spelen, vieze gezichten trekken, verschrikkelijk hard zeuren en erg snel jaloers zijn. Niet in het minst op haar vaste vriend Renaat Cammermans (Luk Wyns), die ze via een contactadvertentie leert kennen aan het einde van het tweede seizoen. Renaat is eveneens 69 en zeer kwiek voor zijn leeftijd. Hij is ook het baasje van Queenie (Loulou), het teefje dat de vaste vriendin en later zelfs echtgenote van Blacky wordt.
Onder de vaste nevenpersonages vinden we Janine Van Vossem (Wanda Joosten), de vriendin van Franky, afkomstig uit Koewacht. Ze snapt meestal niet veel en antwoordt op vele zinnen met "Allez, da's ook ni praktisch hé". Ze spreekt in plat dialect en is onverstaanbaar voor alle gezinsleden, behalve Franky en de Bomma. Wanneer ze door een ruzie met haar vader een tijdje bij de Backeljaus gaat inwonen, lijken de anderen haar echter ook steeds beter te begrijpen. Haar zes roodharige broers (de Jeans) zijn heuse Hells Angels. Zij houden zich bezig met het terroriseren van de buurt. De Jeans bestaan uit Jean-Louis, Jean-Jacques, Jean-Jules, Jean-Jean, Jean-Pierre en Jean-Michel. Er was nog een Jean-Luc, maar die is van huis weggelopen toen hij vijf was. De Jeans komen regelmatig in de serie voor en worden later vrienden van de Bomma. Ook de vriend van Sabrina, Antonio Tagliatelle (Hans De Munter), duikt vaak op in de serie. Hij is van Italiaanse afkomst en werkt in de ijsfabriek van zijn nonkel Emilio. Het is nooit letterlijk gezegd, maar die laatste is een heuse maffia-don. Verder is Antonio een vlotte en innemende Italiaanse macho – hij houdt erg veel van Sabrina en is bereid om haar frequente stommiteiten door de vingers te zien.
Wellicht het populairste nevenpersonage uit de serie is buurman Marcel De Neudt (Walter Baele). Marcel is een broodmagere, hyperactieve man met een fijn snorretje en een bril met een pleister op. Hij draagt steeds een geruit hemdje, een beige smalle broek, een hoorapparaat en een melkboerenhoedje. Marcel is de Backeljaus een doorn in het oog: hij belt voor bijna al hun doen en laten de politie. De familie kan er echter steeds voor zorgen dat Marcel als schuldige aangemerkt wordt. Marcel is een duivenmelker, maar zijn duiven worden ofwel bang of kaal, of gaan dood door toedoen van de Backeljaus. Hij kweekt eveneens prijswinnende groenten, maar ook die worden steeds geruïneerd door zijn buren, die hij steeds "zwaar gestoorde zotten" of "crapuul" noemt. Hij is tevens verzot op de feestjes die bij de Backeljaus gehouden worden, maar vooral op seksfeestjes en seks in het algemeen. Hoewel hij de familie Backeljau hartstochtelijk haat, geilt hij steevast op dochter Sabrina of Franky's vriendin Janineke. Zijn zeventigjarige moeder Magda (Walter Baele) woont bij hem in, maar ligt vooral ziek in bed of maakt ongelukken mee in de zeldzame momenten dat ze buiten de deur komt.
In de negende aflevering doet neefje Lionel (Jonas Wyns) zijn intrede, samen met zijn mama Carla (Mitta Van der Maat), de zus van Maria. Het gezin is de tegenpool van de Backeljaus; vooral Carla is uiterst stijf en welbespraakt: zo spreekt ze de naam van haar zoon op zijn Engels uit. Lionel is een vrij typerend zesjarig jongetje, maar hij is wonderbaarlijk intelligent: zo zijn de zwaarste filosofische traktaten hem even bekend als de lotgevallen van de Teenage Mutant Ninja Turtles of de Power Rangers. Hoewel zijn moeder duidelijk neerkijkt op de Backeljaus, is Lionel er toch kind aan huis en hij beleeft de wildste avonturen in de absurde leefwereld van het gezin. In het vierde seizoen wordt hij een hoofdpersonage in de reeks, wanneer zijn ouders voor vier maanden naar Zuid-Afrika trekken en hij zolang bij de Backeljaus gaat inwonen.
Andere nevenpersonages waren 'de rosse doe-het-zelvers-van-hierover' (die de familie Backeljau nog geld moeten), Dikken John van café De Vuilen Hoek, de facteur (die een heilige schrik heeft van de Backeljaus), de oerdomme bodybuilder Johnny en zijn vriendin Marina en de politiemannen John (seizoen 1 & 2), Rob (seizoen 3 & 4) en Ronny.

## Dvd's en video's
- In de jaren 90 waren er videobanden te koop van de Familie Backeljau.
- In 2002 verschenen vier dvd's met de eerste zestien afleveringen. Op de ommezijde staat "Verzamel alle zestig afleveringen op vijftien dvd's" – deze dvd's zijn intussen in 2004 verschenen.
- In juni 2007 kwam de dvd-reeks: De Familie Backeljau Compleet uit – de dvd-box bevat seizoenen 1 en 2.
- Op 1 december 2007 verscheen de dvd-box van De Familie Backeljau Compleet 2. Deze bevat seizoen 3: 17 afleveringen + extra's en inclusief Alle dagen Kerstmis (dubbele aflevering).
- Op 5 juni 2008 verscheen een vierde dvd-box. De box bevat seizoen 4: 17 afleveringen en extra's, zoals de Backeljaus in Tien Om Te Zien, de Familie Backeljau in Medialaan.

## Trivia
- Mitta Van der Maat was ook in het echt de vrouw van Luk Wyns. Later zijn ze uit elkaar gegaan. Hun zoon, Jonas Wyns, speelt ook mee in De Familie Backeljau, als Lionel. In de film Los (2008), een bewerking van de sociaalkritische roman van Tom Naegels, spelen Wyns en Van der Maat nogmaals een typerend Antwerps echtpaar.
- Samen met Mormic zorgde Luk Wyns voor enkele strips die bijna hetzelfde waren als de gelijknamige afleveringen van de serie, zoals: Een criminele actie en Een leven vol voorarrest.
- Samen met Luc Morjaeu bracht Luk Wyns een derde strip uit. Deze was anders dan de twee vorige omdat deze niets met de afleveringen te maken had. De drie verhalen uit deze strip zijn samengebonden in een pocketeditie ter ere van "VTM Sinds 1989", die men gratis kreeg bij de dvd-box van De Familie Backeljau.
- De Familie Backeljau bracht niet alleen strips uit, ze hebben ook enkele grote hits behaald in de Vlaamse Ultratop. Zo stond de single Onnozel Manneke wekenlang op nummer één. Ook de single Alles Kits en de kerstsingle Alle Dagen Kerstmis deden het bijzonder goed in de hitlijsten.
- De familie Backeljau stond bekend als VTM-verslaafden. Er werd dan ook vaak de draak gestoken met televisieseries en acteurs verbonden aan deze zender.
  - In de aflevering Het alarmnet (seizoen 2, aflevering 20) komt er een politie-inspecteur op bezoek bij de familie Backeljau. De acteur die die rol vertolkt (Walter Rits), speelt ook dezelfde rol van inspecteur in de VTM-reeks Familie. Een van zijn slagzinnen in die reeks was: "Snapt ge't plaatje?". Wanneer de familie Backeljau de inspecteur iets duidelijk wil maken, zegt Franky: "Snapt ge't plaatje?".
  - Wanneer Çois in de aflevering Plaatselijk doof (seizoen 2, aflevering 24) in het ziekenhuis opgenomen wordt met z'n betonhoofd, wordt hij verzorgd door zuster Wendy. Franky merkt op dat deze verpleegster wel erg sterk lijkt op Wendy Van Wanten.
  - In de aflevering Luchtbal Rock (seizoen 2, aflevering 26) zegt Franky tegen Çois en Maria: "Ja, ze zeggen mij vaak da gij trekt op Luk Wyns en ons ma op Mitta Van der Maat.".
  - In de aflevering De foutparkeerder (seizoen 4, aflevering 53) komen agenten Georges (Arnold Willems) en Geert (Erik Burke) voor als collega's van Sabrina. Willems en Burke speelden dezelfde rol in de VTM-reeks Wittekerke.
- De serie werd eveneens gekenmerkt door het begin en het einde van de afleveringen. Aan het begin van de aflevering zit Çois in zijn zetel of aan tafel met een krant en zegt steeds: "In wa veur ne weireld leiven wij na.". Vrijwel elke aflevering eindigde met Çois die tevreden in zijn zetel onderuit zakte, of een variant op dit tafereel.
- In aflevering 1 zijn Franky en Janine drie maanden samen en in seizoen 4 al vier jaar. Franky is sinds seizoen 2 ook 19 jaar oud en een van de afleveringen draait rond de twintigste verjaardag van Sabrina. In de aflevering Luchtbal Vooruit! (seizoen 4) wordt vermeld dat Sabrina nog steeds twintig jaar is. De Bomma blijft gedurende heel de reeks 69 jaar.
- In de aflevering Miss Luchtbal verklapt Maria Backeljau dat dat niet haar echte naam is. Haar echte naam voor ze met Çois trouwde is Michouke Steveniers.
- Drie biermerken krijgen een prominente plaats in de reeks: Çois drinkt thuis voornamelijk Jupiler of een "trappistje" (Westmalle Dubbel). In café De Vuilen Hoek wordt Maes getapt.
- Hoewel er in de reeks een Antwerps dialect werd gesproken, vonden de opnames plaats in het Oost-Vlaamse Lokeren. De buitenkant van het huis in de generiek bestaat nog steeds en ligt even verderop in de Labostraat 9, ook te Lokeren. De studio-opnames werden gedraaid bij Evs Productions in de Everslaarstraat 15 te Lokeren. Dit gebouw bestaat nog steeds maar werd omgebouwd tot Koninkrijkszaal van Jehovah's Getuigen.
- Na bijna 18 jaar niet meer op televisie verschenen te zijn geweest, maken Bomma Backeljau en Marcel De Neudt in 2015 opnieuw hun entree in het VTM-programma Tegen de Sterren op. Hoewel Çois, Maria, Franky en Sabrina neergezet worden door Ivan Pecnik, Ella Leyers, Guga Baúl en Tine Embrechts, worden de rollen van de Bomma en Marcel De Neudt neergezet door hun oorspronkelijke acteurs: Luk Wyns en Walter Baele. Die laatste is eveneens vast lid van de cast van de reeks.
- Een aantal acteurs speelde ook mee in de serie Crimi Clowns. Deze serie werd ook geschreven en geregisseerd door Luk Wyns.

## Afleveringen

### Seizoen 1
Seizoen 1: 1-13:
1 De eerste aflevering
Het staat in de krant en dus zal het wel waar zijn : "de familie Backeljau komt op TV". Çois Backeljau kan er hoegenaamd niet mee lachen. Hij weigert het spelletje mee te spelen, want hij is absoluut niet geïnteresseerd in een televisiecarrière. Sabrina slaagt erin de aandacht af te leiden door "toevallig" aan te kondigen dat ze die avond zal koken. Franky komt nog sterker uit de hoek, want hij meldt de komst van zijn geliefd Janineke aan. Janineke blijkt echter al een hele Janine te zijn, om van de rest van haar familie maar te zwijgen.
2 Alles voor de sport
F.C. Superbeton, de zaalvoetbalploeg van ’Magic Maria’ Backeljau, moet tegen K.V. Ferrometal spelen. Reden genoeg om de voetbaluniformen iets vrouwelijker te maken. De mannen vragen zich af wat het verschil is tussen zaalvoetbal en een modeshow. Çois belooft onmiddellijk te stoppen met roken als Superbeton de finale haalt. Aangezien hij een ware kettingroker is, vreest het gezin Backeljau voor de gevolgen. Wanneer Çois ook nog moet vaststellen dat iemand stiekem zijn voorraad bier plundert, is de maat vol. Te veel is te veel!
3 Een leven vol voorarrest
Blacky heeft volgens bomma Thérèse weer verschrikkelijk veel last van een droge keel. De politie ondervraagt Thérèse over een winkeldiefstal en gelooft geen woord van haar verhaal. Bomma belandt achter de tralies. De rust en afzondering inspireren haar en ze ontpopt zich als een heuse schrijfster. Ondertussen gaat Çois, die een sportieve aanval krijgt, op zoek naar een sponsor voor zijn wielerplannen. Het lukt hem nog ook!
4 Een criminele actie
Burengerucht. Vroeg of laat krijgt iedereen ermee te maken. Marcel De Neudt, de buurman van de Backeljaus verdient echter beter. Er gaat geen dag voorbij of zijn excentrieke buren maken hem - naar eigen zeggen - het leven zuur. Vanavond is de maat vol: als Çois niet naar rede wil luisteren, dan moet hij maar overgaan tot de grove middelen. De familie Backeljau heeft echter andere zorgen, want onbekenden hebben hun geliefd huisdier ontvoerd. Vol spanning wachten ze op een teken van de daders.
5 Alles voor de kunst
Çois Backeljau heeft zijn ware talent ontdekt. Hij kreeg een rol bij ’Kunst na het Metsen’, de amateurtoneelgroep van zijn bedrijf. Hij voelt zich al een hele artiest. Hij studeert dapper zijn teksten in en vergeet voor één keer de wereld om zich heen. Ook Thérèse doet wat aan kunst en tokkelt op een elektrische gitaar, zeer tot ongenoegen van Maria. Te midden die artistieke bevliegingen probeert Sabrina zich voor te bereiden op haar theoretisch rijexamen. Hoewel ze de handen vol hebben met de tombola, supportert heel de familie voor Çois op de avond van de voorstelling.
6 Mobiele mensen
Sabrina Backeljau is jarig en dat moet gevierd worden. Haar verlanglijstje is allesbehalve bescheiden te noemen. Maar ja, een meisje wordt toch maar één keer twintig jaar. Een geweldig feest hoort er dus onvermijdelijk bij. Na Sabrina's theoretisch rijexamen volgt natuurlijk de praktische proef. De rijlessen zijn voor papa Çois een ware beproeving. Toch zal ze nog heel wat moeten doen om het rijgedrag van haar Bomma te evenaren, want die krijgt nog maar eens een bezoekje van de politie.
7 De nieuwe vaders
Over het vaderschap is bij de Backeljaus het laatste woord nog niet gezegd. Wanneer Johnny en Marina de Duitse lotto winnen, krijgt Çois de kans van zijn leven om te bewijzen hoe handig hij is met kinderen. Dempsy blijkt een wolk van een baby te zijn, netjes aan huis afgeleverd, maar jammer genoeg zonder gebruiksaanwijzing. Op Maria zal Çois deze keer niet moeten rekenen, want zij vertrekt met Thérèse, Sabrina en Janine voor een weekendje naar Tirol. Gelukkig stamt Antonio uit een kroostrijke Italiaanse familie.
8 De rijkste man ter wereld
Çois is in een prima humeur tot hij zijn belastingbrief onder ogen krijgt. Ook voor Maria en Sabrina betekent dit een streep door hun jaarlijkse koopjesrekening. Ze hadden net zo’n leuke, sexy lingerie in een etalage gezien. En zo goed als gratis! Çois, die zich terugtrekt in zijn knutselhok, is niet om aan te spreken. Maar Maria's inventiviteit kent geen grenzen. Het is trouwens Blacky's beestig gedrag dat haar op ideeën brengt. Çois toont zich allesbehalve een goede gastheer wanneer hij het bezoek krijgt van belastinginspecteur Firmin De Sleghte.
9 Pizza-time
Het lijkt wel of in het gezin Backeljau iedereen met iedereen ruzie heeft. Volgens Thérèse komt het omdat iedereen zich verveelt. De tv is namelijk stuk. Maria ziet maar één oplossing: een kind in huis halen. Er zit niets anders op dan haar zus Carla te bellen en Çois' petekind van vijf jaar uit te nodigen voor het weekend. Lionel komt logeren, samen met zijn viool en zijn Ninja Turtles-boeken. Iedereen zet z’n beste beentje voor om het hem naar de zin te maken. Uiteindelijk blijkt een weekend zonder tv ook best aangenaam te zijn, al mag het niet té lang duren.
10 Recessie
Sabrina is ontslagen, al wist de rest van de familie niet eens dat ze werk gevonden had. Blijkbaar was ze niet erg goed als serveerster in het ijs-salon van Marie-Jeanne. Maria probeert haar nog een spoedcursus te geven, maar het draait allemaal op niets uit. Het gezin is pas goed in staat van alarm wanneer ook Çois thuiskomt met de mededeling dat Superbeton failliet is en hij vanaf nu op straat staat. De koppen worden bij elkaar gestoken en de taken herverdeeld. Maria wordt kostwinner, Çois zal het huishouden doen.
11 De rechten van het konijn
Het jachtseizoen is geopend. Çois en Franky maken er een wild festijn van. Thérèse ziet zo’n laffe slachtpartij helemaal niet zitten en protesteert. Niet alleen binnenshuis maar ook bij de wijkagenten. Sabrina die vol goede moed aan haar eerste werkdag begint, wordt op het politiebureau al meteen met haar familie geconfronteerd. Dankzij zijn relaties bij de politie draait het voor Çois allemaal op niets uit. Sabrina heeft minder geluk: ze neemt haar job te ernstig, wat haar niet in dank wordt afgenomen.
12 Miljaar!
Dankzij de vergetelheid van Blacky ligt er een stapel onbetaalde facturen op Çois Backeljau te wachten. De deurwaarder heeft weinig begrip voor de situatie en dreigt ermee de hele inboedel te komen buitenhalen. Gelukkig is hulpagent Sabrina nogal inventief en kan ze voorlopig wat tijd winnen. Er wacht de Bomma bij haar thuiskomst echter een serieuze bolwassing; Thérèse die volop bezig is met de voorbereiding van haar waterskivakantie, voelt nattigheid. Ondertussen wordt ten huize Backeljau een vreemd postpakket uit Zaïre afgeleverd. De afzender blijkt "tanteke" te zijn, de rijke en nogal excentrieke zus van Thérèse.
13 De dertiende
Op vrijdag de dertiende gaan skiën op borstels in het Belgische Deurne is om moeilijkheden vragen. De Moesjnamoeri-Visjna Hoeniw-Mahal-Prahati weet er alles van. Zijn discipelen hadden ook beter een andere dag uitgekozen om bij de familie Backeljau aan te bellen. Thérèse, die op het punt staat naar de Mokawi-indianen te vertrekken, kan wel wat extra mankracht gebruiken om haar koffers naar beneden te dragen. Het wordt Çois allemaal net iets te veel en hij verliest zijn beroemd engelengeduld. Franky zal in de toekomst twee keer nadenken voor hij nog lugubere grappen maakt. ’t Is niet voor niets de... dertiende aflevering.

### Seizoen 2
Seizoen 2: 14-26:
14 Franse kaas
Çois moet uit de krant vernemen dat de Familie Backeljau weldra te zien zal zijn in een reclamespotje voor Franse kaas. De andere familieleden hebben al volop gerepeteerd. Franky volgt zelfs een avondcursus Frans en er wordt vol verwachting uitgekeken naar het bezoek van een Franse student Nederlands. Blacky beschadigt het mechanisme van Çois' elektrisch bedienbare stoel, die prompt een eigen leven gaat leiden. Bomma vergeet dit helaas te melden.
15 De Duivenmelker van het Jaar
Buurman Marcel haalt de kranten als "duivenmelker van het jaar" en doet nogal boude uitspraken in de pers over de Backeljaus. "Een familie luidruchtige zotten"? Dat pikken de Backeljaus niet. Zeker niet van een onnozel buurmanneke dat zijn prijsvliegers drogeert met amfetamines. Op de Bomma hebben Marcels amfetamines een zeer bijzondere uitwerking. Energie te over! Het duurt nog niet te lang of de politie moet eraan te pas komen.
16 Frank Backy
Eddy Lombroso van café De Vuilen Hoek doet het goed als zanger. En wat een cafézoon kan, dat kan Franky Backeljau ongetwijfeld beter, zeker met Çois als manager en frituur 't Half Kieken als sponsor. De Bomma levert muziek en muzikanten aan en de zesjarige Lionel schrijft Franky's teksten. Nog meer goed nieuws komt er van Sabrina. Zij kan met Antonio voor een tijdje naar Florida. Maria vermoedt echter dat Çois dat geen goed idee zal vinden.
17 Janine Forever
Franky's eerste single flopt. De heren zijn nogal depressief maar Maria wil haar weekend met Çois en Lionel in een subtropisch zwemparadijs niet laten verpesten. Janineke krijgt ruzie met haar pa omdat hij zich als sponsor terugtrekt. Ze loopt van huis weg en hoopt het weekend bij Franky te kunnen doorbrengen. De zes stevig uit de kluiten gewassen broers van Janineke dreigen haar met fysiek geweld op andere gedachten te brengen. Maar de Bomma en haar vriendinnen kunnen hun mannetje staan.
18 Een familiebedrijf
Jean Van Craenbroeck, Çois' ploegbaas wordt ontslagen. Dit is jammer voor de man, maar prima voor Çois die nu zelf ploegbaas wordt. Dat scheelt flink wat op de bankrekening en dat kunnen de Backeljaus best gebruiken. Zeker wanneer de Bomma met haar crossmotor de trap in splinters rijdt. Jean Van Craenbroeck, die nu in trappen doet, hoopt op een eerste opdracht. Maria wil een andere aannemer, maar Çois kan zijn ex-collega niks weigeren. Maria hoeft trouwens niks te weten te komen, als alles maar snel gaat.
19 De runensteen
Na recente verbouwingen reageert de waterleiding ten huize Backeljau uiterst vreemd. Er blijkt iets niet in orde met de beerput. Çois en Franky zetten zich aan het graven en stoten op een gigantische steen. Maria is niet te spreken over de rommelige toestand, maar de Bomma is erg onder de indruk. Ze spreekt zelfs van een uiterst belangrijke, archeologische vondst. En de Backeljaus zouden de Backeljaus niet zijn als hier geen geld uit te slaan viel.
20 Het alarmnet
Volgens de krant voelt de burger zich onveilig op straat. Marcels moeder weet er alles van: ze werd aan de geldautomaat bedreigd met een pistool. Maar de Bomma had het niet kwaad bedoeld. Haar geduld raakte gewoon een beetje op en bovendien was het maar een alarmpistool. Sensatiezucht in de buurt en vooral ten huize Backeljau leidt ertoe dat het bancontact-verhaal gigantische proporties aanneemt. De Bomma zwijgt wijselijk en de familie begint het huis te beveiligen met de meest waanzinnige alarmsystemen.
21 Keizacht
De strijd tussen de Backeljaus en de familie van Janine bereikt een hoogtepunt en wordt uitgevochten met bakstenen. De Jeans sluiten vrede en de Bomma wordt verkozen tot bendeleider van "M.C. ’t Half Kieken". Hun eerste activiteit is een even brutale als efficiënte huis aan huis verkoop van diverse Backeljausingles. Ook zanger Eddy Lombroso komt in contact met het muzikale werk van de familie. De Vlaamse megaster daalt van zijn wolk neer en geeft Franky enkele nuttige tips. Wordt Franky een ster?
22 De Heilige Meneer De Vis
Alles kits met de familie Backeljau! Çois heeft de grote baas van Megabeton kunnen strikken voor een etentje ten huize Backeljau. Hier hangt een vette promotie in de lucht. Oude afspraken worden geannuleerd en iedereen zal zijn beste beentje voorzetten, of hij nu wil of niet. Maria bezet de keuken, de Bomma wordt het huis uitgestuurd en de nodige aangepaste kledij wordt uit de kast opgediept. Het moet een onvergetelijke avond worden. En dat wordt het ook, alleen verloopt niet alles geheel volgens plan.
23 Betonhoofd
Çois vertrekt dodelijk vermoeid naar zijn werk. De rest van de familie geniet met volle teugen van de eerste zonnige dag van het jaar. Zo ook buurman Marcel. Hij ontdekt Janine die een zonnebad neemt op de koer. Marcel kan het gluren niet laten en geraakt wat over zijn toeren. Janine krijgt zowaar een hijgtelefoon. Doch niemand rekent zo kordaat af met hijgers als Backeljau Maria. Çois valt tijdens de middagpauze op zijn werk in slaap en ontwaakt met een betonhoofd! Hijgend van paniek belt hij naar huis.
24 Plaatselijk doof
Çois vertrekt met panische angst naar het ziekenhuis voor de operatie aan zijn oren en krijgt er meteen slaande ruzie met zijn kamergenoot over het gebruik van de tv-zapper. Gelukkig klikt het nogal goed tussen Çois en de sexy verpleegster Wendy. De rest van de familie ziet thuis intussen de kans schoon om net dat te gaan doen wat ze altijd al hadden willen doen maar waar vader nooit akkoord mee ging. Algauw wordt er tegen honderd per uur gepingpongd, gestijldanst en gebeeldhouwd in de living.
25 De man van uw dromen
De familie krijgt een onheilspellende kettingbrief in de bus. Ze lachen het voorval weg en allen houden zich stoer. Maar stiekem begint ieder voor zich de kettingbrief te kopiëren en te versturen. De enige die niet onder de indruk is, is de Bomma. Zij is immers op zoek naar de man van haar dromen; ze heeft een indrukwekkende contactadvertentie geplaatst en verwacht een vloedgolf van reacties. De eerste die reageert is een zekere Renaat, en hij blijkt meteen de ware. Maar er komen nog meer reacties, nog veel meer!
26 Luchtbal Rock
Çois is niet te spreken over "Luchtbal Rock", het plaatselijke muziekfestival dat duizenden popliefhebbers belooft aan te trekken. Agent Sabrina is in haar nopjes. Duizenden bezoekers betekent duizenden parkeerboetes. Sinds ze een vaste vriend heeft, krijgt de Bomma hoe langer hoe meer problemen binnen haar popgroep "De Grijze Plaag". Op den duur wordt er alleen nog maar gevochten tijdens de repetities en "De Grijze Plaag" gaat uit elkaar. Net dan krijgen ze een schitterende aanbieding.

### Seizoen 3
Seizoen 3: 27-43:
27 Alle dagen Kerstmis (dubbele aflevering)
Tijdens een vliegmeeting werd een vliegtuig uit de Tweede Wereldoorlog gestolen. Het blijkt dat de Bomma er iets mee te maken heeft wanneer het toestel neerstort in de tuin van Marcel. Çois, Franky, de Bomma en Blacky worden in hechtenis genomen. Na twee dagen komen ze echter weer vrij. Maria, Janine en Antonio hebben een welkomstetentje georganiseerd, maar de net gelosten gaan hun vrijlating vieren in café De Vuilen Hoek. Komt alles nog goed tegen Kerstmis?
28 Groot schandaal
Def Bomma's Dope gaat weldra op tournee naar China en de dansrepetities worden gehouden op de kamer van de Bomma. Probleempje: het plafond van de living blijkt niet bestand tegen het muzikaal en fysiek geweld van deze nieuwe supergroep. Als Çois met Franky een nieuw plafond steekt, doet zich een werkongeval voor. Çois moet het bed houden en zuster Wendy komt langs met een spuitje, net op het moment dat de Bomma de roddelpers heeft uitgenodigd.
29 Ambulanciers
De familie is overgestapt op een gezondere manier van leven. Het is al krachtvoedsel en powertraining wat de klok slaat. De Bomma heeft haar EHBO-diploma gehaald en scheurt rond in een splinternieuwe ziekenwagen, koortsachtig op zoek naar slachtoffers. Ze maakt ze desnoods zelf. Het krachtvoedsel gaat iedereen al gauw vervelen en Sabrina en Janine verrassen de familie met hun exotische kookkunst. Nu vallen er pas slachtoffers!
30 Een drieling
Janineke laat een bloedonderzoek doen. Ze voelt zich immers wat slapjes. Dit kan niet gezegd worden van de Bomma en Renaat, die zich tot acht uur 's morgens afreageren in dancing De Nieuwe Mega. Ze hebben dan ook wat te vieren: de familie zal weldra uitbreiden, zo blijkt na het bloedonderzoek bij de dierenarts. En als je de resultaten van twee testen met elkaar verwart, krijg je vreemde toestanden.
31 De analfabeten
Volgens Çois’ krant is de toename van het aantal werklozen lichtjes afgenomen. Het bericht laat de familie steenkoud. Een aangetekende brief daarentegen veroorzaakt wel zware paniek: Franky moet zich voor werk aanbieden op de VDAB. Maar Vlaanderens populairste zwartwerker heeft een geniaal plan. Backeljau Franky vermomt zich als analfabeet. En Backeljau Thérèse speelt mee.
32 Klant van het Jaar
De Bomma is enorm begaan met het wel en wee van Artsen Zonder Grenzen. Ze telefoneert de hele dag naar Afrika en het Midden-Oosten om onze jongens wat moed in te spreken. De familie is zich van geen kwaad bewust. En dan roept de telefoonmaatschappij Backeljau François uit tot "Klant van het Jaar". Zijn laatste telefoonrekening is goed voor een nieuw Belgisch record. Ziedend van woede trekken Çois en Maria naar de telefoonwinkel.
33 Te veel De Neudten
De moeder van Marcel De Neudt wordt zeventig en Marcel geeft een feest voor de familieleden. Ten huize Backeljau heeft Maria die dag een lingerienamiddag georganiseerd voor de vrouwen uit de buurt. Mannen boven de zeven jaar worden niet toegelaten. Alles loopt gesmeerd tot de Bomma gaat valschermspringen van de Boerentoeren, net op het moment dat Marcel met zijn broers terugkomt van de traiteur.
34 De afwasmachine
Blacky en Queeny treden in het huwelijk. De plechtigheid is hoogst ontroerend. Queeny's bruidsjurk is van een ongeziene pracht. Çois vindt de hele bedoening maar flauwekul en Maria verwijt haar echtgenoot een gebrek aan gevoeligheid en romantiek. Hij is alleen met zichzelf bezig en vergeet steevast alle belangrijke dagen, behalve zijn eigen verjaardag. Als hij haar dan al eens een cadeau koopt, is het een boormachine met verstelbare boorkop.
35 The Bomma Channel
Çois ergert zich aan Maria's televisieverslaving. Zijn mening is duidelijk: veertig zenders en niets op televisie. En elke dag komen er waardeloze stations bij. Nu terroriseert zelfs een Antwerpse piratenzender de buurt met teleshopping. Marcel komt klagen over een zendmast, die in de voortuin van de Backeljaus staat. Maria weet nergens van. Maar de Bomma en de kinderen gedragen zich uiterst geheimzinnig.
36 Sinterçois
Het is begin december en de familie is de overvloed aan reclamedrukwerk voor speelgoed meer dan beu en molesteert de postbode. Lionel wil graag het videospelletje The Revenge of the Chainsaw Killer van de Sint. Çois belooft hem dat de Sint persoonlijk langs komt maar vergeet de Heilige Man te bestellen. Maria vermoedt dat het videospelletje misschien weleens te gewelddadig zou kunnen zijn en laat het door Çois en Franky testen.
37 Astrologisch gesproken
Onwaarschijnlijk hoe de horoscoop in Sabrina's weekblad woord voor woord uitkomt. De hele familie is er van onder de indruk, behalve Çois. Wanneer de Bomma een ongeluk krijgt dat bijna letterlijk voorspeld werd, begint ook hij ongerust te worden over Maria's horoscoop: "Uit een ontmoeting met een donkerharige jongeman in het wit kunnen vele romantische momenten voortspruiten".
38 Bomma & Bill
Er is telefonisch ingebroken in de computer van de NASA en de Space Shuttle vliegt achteruit. De politie komt langs en verdenkt de Bomma van dit uiterst strafbare misdrijf. Belachelijk! De familie bezit geen computer, de Bomma zit al een hele week braaf in haar kamertje, en haar telefoon is afgesloten. Dan beweert Marcel dat er van zijn telefoonlijn wordt afgetapt. En de Bomma amuseert zich rot. Ook in de computer van het Pentagon kan je immers inbreken.
39 Weg met de rossen
Het botert niet zo goed bij de Backeljaus. Maria is uiterst ontevreden over Çois' inzet in het huishouden en Franky vindt Çois' legerverhalen flauwekul. Lionel weet de familie weer bij elkaar te brengen en Çois is zelfs in een vredelievende bui. Dan komt Lionel thuis met een blauw oog. Dader is Wimmeke van die rosse doe-het-zelvers van over de deur. Die mensen moeten de Backeljaus trouwens nog geld. Çois' vredelievendheid is plots over.
40 De paalwerpers
Die rosse doe-het-zelvers van over de deur zijn door de Backeljaus vakkundig weggepest. Er trekken nieuwe overburen in en de familie zet zich aan het gluren. Ondertussen wordt er in de straat een wedstrijd voor paalwerpers georganiseerd. De Bomma hoopt te winnen met een uitgeholde paal en Marcel is baancommissaris. De nieuwe overburen vinden de buurt "hartstikke te gek".
41 Miss Luchtbal
De Miss Luchtbal-verkiezing staat voor de deur. Sabrina wordt door de Bomma grondig klaargestoomd voor de overwinning. Wanneer de Bomma ook Janine begint te coachen, ontstaat er grote rivaliteit tussen de twee schoonzussen. De Bomma kiest partij voor Janine, met als gevolg dat Sabrina troosteloos is. Maria biedt zich aan als Sabrina's nieuwe coach, maar Sabrina ligt bij de Bomma onder contract. Dit pikt Backeljau Maria niet!
42 De milieu-activisten
Volgens de kranten is het milieubewustzijn van de Belgen ondermaats. En dat terwijl de Backeljaus toch plichtbewust alle afgedraaide motorolie in de groene glasbol kappen en het klein, gevaarlijk huisvuil voor Marcels deur. Uit puur milieubewustzijn wordt er zelfs overgeschakeld op vegetarisch eten met veel vlees en wordt een milieu-actiegroep opgericht. Çois maakt zich zorgen, maar wil er niet over praten.
43 Pedro Pirelli
De Bomma is een getalenteerd valsspeelster. Samen met Blacky dient ze de Jeans tijdens een spelletje poker zware klappen toe. De andere Backeljaus staat een uniek avondje te wachten. Pedro Pirelli, een wereldberoemde hypnotiseur uit Merksem, geeft een show in café De Vuilen Hoek. De familie heeft kaartjes besteld, maar is niet van plan zich door Pirelli belachelijk te laten maken. Dat zullen ze zelf wel doen!

### Seizoen 4
Seizoen 4: 44-60:
44 Het Wereldrecord Dakzitten
Sommige mensen doen de vreemdste dingen om op te vallen. De Bomma zit met Blacky op het dak van café De Vuilen Hoek en hoopt hiermee in het Guinness Book of Records én in de belangstelling te komen. Maar veel aandacht voor haar stunt krijgt ze niet. Tot de Backeljaus een televisieploeg en een schare BV's inhuren. Çois vindt het allemaal maar niets. Of is hij misschien een beetje jaloers?
45 Een midlifecrisis
Terwijl de Bomma op het punt staat het wereldrecord dakzitten te breken, kwijnt Çois weg. Hij voelt zich waardeloos. Lionel weet raad: Çois zit in een midlifecrisis en hij moet weer het gevoel krijgen dat hij belangrijk is. De Backeljaus bedenken een geniaal plan om Çois' eergevoel op te krikken. Belangrijk is dat de Bomma absoluut nergens van af weet.
46 De jongenskamer
Is de familie Backeljau het ideale pleeggezin voor een achtjarig kind? Lionels ouders hebben zo hun twijfels. Het taalgebruik ten huize Backeljau en de Bomma's anarchistische gedrag stuit hen tegen de borst. De Bomma beslist voortaan door het leven te gaan als een braaf oud mens en de Backeljaus gaan dictieles volgen. Çois begint alvast met de inrichting van een echte jongenskamer.
47 De vrouwen vallen aan
Hoort de vrouw thuis in de keuken en de man in het café? De mannelijke Backeljaus geloven van wel, de vrouwen zijn niet voor honderd procent zeker. Terwijl de heren in café De Vuilen Hoek collectief verliefd worden op de nieuwe dienster, verdiepen de dames zich thuis in de principes van het feminisme. De Bomma is naar een optreden van de Chippendales en gooit alle principes overboord.
48 Relatieproblemen
Çois en Maria zijn uitermate trots op hun harmonieuze gezin: de Bomma leest Lionel griezelverhalen voor het slapengaan voor, Sabrina maakt Antonio met een aanval van jaloezie het leven zuur en Franky is weer enorm populair bij de meisjes van de buurt. Janineke is het beu en deelt rake klappen uit in café De Vuilen Hoek. Relatieproblemen vanjewelste.
49 Er groeit iets
Antonio en Janine proberen samen over de problemen die ze met hun partners hebben, heen te komen. En ze blijken meer met elkaar gemeen te hebben dan ze aanvankelijk vermoedden. Franky en Sabrina gaan naar hen op zoek. Als Franky van Dikken John verneemt dat Janine en Antonio eens iets met elkaar zouden kunnen hebben, slaan alle stoppen door.
50 Scheiden doet lijden
Het is officieel: Antonio vrijt met Janine. Franky en Sabrina zijn er erg aan toe. Toch probeert Franky op een vreedzame manier de inboedel met Janine te verdelen. Sabrina test wanhopig haar vrouwelijke charmes op Antonio uit. En de Bomma maakt Marcel wijs dat hij, nu Sabrina weer vrijgezel is, veel kans maakt bij haar. Marcel is op slag verliefd.
51 De new-age sekte
De krant waarschuwt voor het gevaar van new age-sektes. Mensen die het allemaal niet meer zien zitten, zouden het slachtoffer kunnen worden van een op geld en macht beluste goeroe die zich in de buurt vestigde. Toeval of niet: Franky en Sabrina die het allemaal niet meer zien zitten, worden vermist. Alsook de Bomma. Çois gaat op onderzoek uit.
52 Gespoelde hersenen
Sabrina blijkt na haar kortstondige bezoek aan de sekte van Trebor Seam flink gehersenspoeld. Als zij haar kamer ombouwt tot haar "Tempeltje van de lente" en Marcel en Johnny betrekt bij haar vreemde rituelen, begint de familie zich ongerust te maken en Çois zich boos. Lionel weet de oplossing: Sabrina moet worden geherprogrammeerd.
53 De foutparkeerder
Sabrina kan Antonio maar niet vergeten. Ze achtervolgt hem dag en nacht en verrast hem met een indrukwekkende reeks parkeerboetes. De bedragen lopen zo hoog op dat Antonio zijn auto zal moeten verkopen en een extra job aannemen. In De Vuilen Hoek wordt een ober gevraagd. Ook Franky is in de job geïnteresseerd maar dat ziet Ann niet zitten.
54 De salesmanager
Sabrina is op zoek naar een nieuwe vriend en Çois gaat meedoen aan een examen voor salesmanager bij Megabeton. Terwijl de vreemdste huwelijkskandidaten voor Sabrina zich aanmelden, wijdt Çois zich aan zijn studies maar de familie twijfelt aan zijn kansen. De Bomma heeft een plan en van vals spelen zijn ze niet vies ten huize Backeljau.
55 Luchtbal Vooruit
De gemeenteraadsverkiezingen staan voor de deur en wijk De Luchtbal is twee regionale partijen rijk: Luchtbal Vooruit en Rustig Luchtbal. Groot is Çois' verbazing als hij Marcel De Neudt op de lijst van Rustig Luchtbal aantreft. Nog groter wordt ze als hij Maria's naam op de andere lijst vindt. In een mum van tijd barst er een hevige verkiezingsstrijd los.
56 De psychopaat met de snoeischaar
De Maria Backeljau-Verkiezingsshow is in volle gang als Marcel De Neudt gewapend met een snoeischaar in de technische cabine binnendringt, vast van plan de show te saboteren. De Backeljaus zijn zich van geen kwaad bewust maar Marcel is gesignaleerd. Sam Gooris en de securityman zijn bang voor "de psychopaat met de snoeischaar".
57 De grote dag
Çois is salesmanager, Maria maakt veel kans verkozen te worden voor de gemeenteraad en Dikken John laat het café tijdelijk over aan Franky en Ann. Het gaat dus goed met de Backeljaus. Met Ann iets minder. Franky jaagt met zijn spreekwoordelijke vlotheid alle klanten buiten. De familie trekt ondertussen naar het stemlokaal, waar Marcel zetelt.
58 Een druk agenda
De Bomma heeft van de dokter zwijgplicht gekregen. Maria kan zich door haar drukke politieke bezigheden niet genoeg meer vrijmaken voor het huishouden. Çois heeft het als salesmanager ook veel te druk. De kinderen proberen Çois te overhalen een werkster aan te nemen. Çois weigert, maar Lionel bedenkt een geniaal plan, dat flink uit de hand dreigt te lopen.
59 Gezocht: werkster
De Backeljaus zoeken "een werkster voor klein proper huis". Çois en Franky organiseren een sollicitatiegesprek en Maria waarschuwt hen: het uiterlijk is niet van belang, ze moet kunnen schoonmaken. Op Çois en Franky kan je rekenen. De Bomma heeft haar stem terug en is in een opperbeste stemming. Tussen de kandidaat-werksters biedt zich een "stoot van een vrouw" aan.
60 De terugkeer van de rossen
Marcel gaat verhuizen en de Backeljaus gaan uit hun dak. Er wordt een korte doch ontroerende afscheidsceremonie gehouden en Marcel vertrekt. De Bomma stort zich met de Jeans op het edele voetbalspel. Lionel komt van school thuis met een blauw oog: ruzie met een nieuw speelkameraadje dat in een caravan woont. En op het voetbalveld staat een caravan geparkeerd, merkt de Bomma.